# HD 78702
HD 78702，又名BD-17 2765，SAO 154950、HR 3638，是一颗恒星，视星等为5.73，位于銀經246.74，銀緯19.51，其B1900.0坐标为赤經9h 4m 27.3s，赤緯-17° 19.51′ 26″。